# Emily Sonnett
Emily Ann Sonnett (Marietta, 25 novembre 1993) è una calciatrice statunitense, difensore del NJ/NY Gotham e della nazionale statunitense.

## Palmarès

### Club
- National Women's Soccer League: 1

Portland Thorns: 2017

### Nazionale
- SheBelieves Cup: 7

2016, 2018, 2020, 2021, 2022, 2023, 2024
- Tournament of Nations: 1

2018
- CONCACAF Women's Championship: 1

2018
- Campionato mondiale: 1

2019
- Oro olimpico: 1

Parigi 2024
- Bronzo olimpico: 1

Tokyo 2020